# Capitale-Nationale
La regió administrativa de la Capitale-Nationale és, com indica el seu nom, la regió administrativa on es troba la capital del Quebec, la Ciutat de Quebec. Aquesta regió està dividida en 6 municipalitats regionals de comtat (MRC) i 67 municipis. Abans del gener de 2000, era coneguda com la regió administrativa del Quebec.

## Demografia
- Població: 729,997 (2006)[2]
- Superfície: 18 639 km²[2]
- Densitat: 35,8 hab./km²
- Taxa de natalitat: 8,7‰ (2005)
- Taxa de mortalitat: 7,6‰ (2005)

Font:
| Llengua materna  | Percentatge |
| ---------------- | ----------- |
| Francès          | 96,34%      |
| Anglès           | 1,46%       |
| Altres llengües  | 1,80%       |
| Francès i anglès | 0,41%       |

## Municipalitats regionals de comtat
- Charlevoix, la capital de la qual és la ciutat de Baie-Saint-Paul.
- Charlevoix-Est, la capital de la qual és la ciutat de Clermont (Charlevoix-Est, Canadà).
- La Côte-de-Beaupré, la capital de la qual és la ciutat de Château-Richer.
- La Jacques-Cartier, la capital de la qual és la municipalitat de Shannon (Quebec).
- L'Île-d'Orléans, la capital de la qual és la parròquia de Sainte-Famille.
- Portneuf, la capital de la qual és la ciutat de Cap-Santé.